# World Sailing Speed Record Council
Le World Sailing Speed Record Council (ou WSSRC) est un organisme mis en place en 1972 par l'International Yacht Racing Union - actuelle fédération mondiale de voile - afin de valider de façon impartiale les records nautiques à la voile.

## Histoire
La création du World Sailing Speed Record Council en 1972 est surprenante puisqu'elle résulte de la revendication d'une entreprise de peinture qui a réalisé une peinture spéciale pour le catamaran Class C Lady Helmsman, et se vante d'avoir peint le bateau le plus rapide du monde. Bernard Hayman, rédacteur en chef du magazine Yachting World, exige de savoir comment la vitesse a été mesurée, et il lui est répondu qu'une voiture roulait sur le front de mer à la même vitesse. Le magazine propose alors de créer une compétition consacrée aux records de vitesse.
La Royal Yachting Association du Royaume-Uni accepte de l'organiser et décide que le port de Portland est le meilleur endroit compte tenu de sa géographie. La distance de navigation est fixée à 500 m. Le premier événement a lieu en 1972 et est remporté par Crossbow - un prao de 60 pieds - spécialement conçu et construit pour le propriétaire du journal Timothy Colman.
Le gestionnaire de l'évènement est devenu par la suite une autorité de ratification mondiale, fournissant des règles et surveillant tous les records possibles en matière de navigation à la voile.

## Organisation
Depuis 1995, Claude Breton est chronométreur et membre du World Sailing Speed Council.

### Directions

#### Présidents[4]
- Peter Scott  : 1972
- Bernard Hayman  : 1972-1974
- John Fisk  : 1974-1975
- Beecher Moore  : 1975-1980
- Sir Reginald Bennett  : 1980-2001
- Sir Peter Johnson  : 2001-2003
- Claude Breton  : depuis 2003[5]

#### Secrétaires[5]
- John Reed  : 1972-2023
- Simon Forbes : 1er mars 2023-3 mars 2025
- Philippe Sérénon  : depuis le 3 mars 2025[6]